# Mercedes-Benz Classe GLS (Type 167)
Pour les articles homonymes, voir GLS.

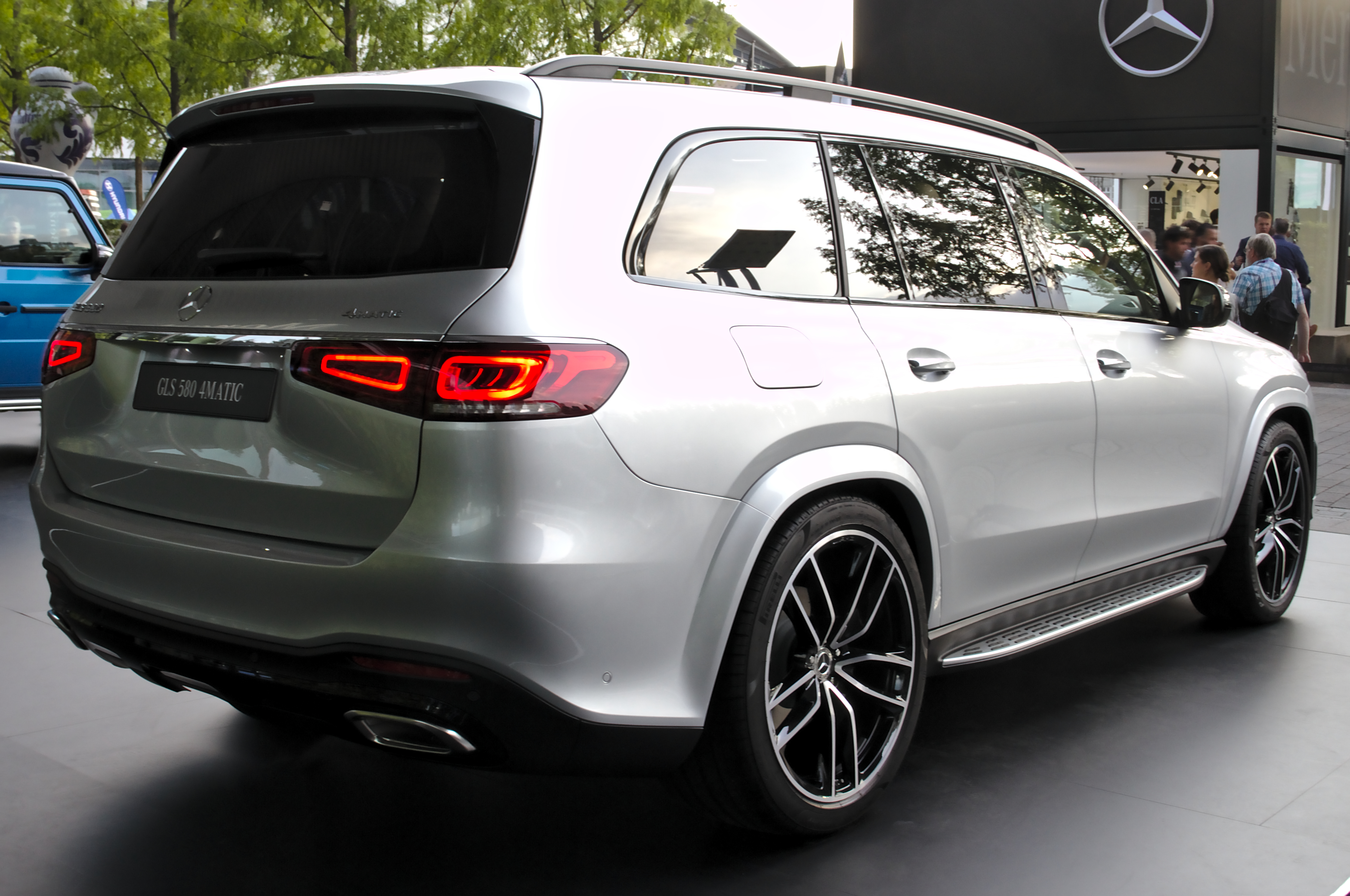
Vue de l'arrière.

La Mercedes-Benz Classe GLS (Type 167) est un SUV produit par le constructeur automobile allemand Mercedes-Benz depuis 2019. Il est la seconde génération de Classe GLS après le GLS Type 166 produit de 2016 à 2019, qui était en réalité un restylage du Classe GL lancé en 2012.

## Présentation

### Phase 1
La seconde génération de Classe GLS est présentée le 17 avril 2019 au salon de New York 2019.

### Phase 2
Le GLS Type 167 est restylé en août 2023.

## Caractéristiques techniques
Le Type 167 repose, comme la Classe GLE, sur la plateforme technique MHA.

### Motorisations
| Logo de Mercedes-Benz       | Hybride essence       | Hybride essence       | Hybride essence       | Diesel                | Diesel                |
| Logo de Mercedes-Benz       | GLS 450 4MATIC        | GLS 580 4MATIC        | GLS 63 AMG            | GLS 350d 4MATIC       | GLS 400d 4MATIC       |
| --------------------------- | --------------------- | --------------------- | --------------------- | --------------------- | --------------------- |
| Type de moteur              | 6 cylindres en ligne  | 8-cylindres en V      | 8-cylindres en V      | 6-cylindres en ligne  | 6-cylindres en ligne  |
| Alimentation                | Turbocompressé        | Bi-Turbo              | Bi-Turbo              | Turbocompressé        | Turbocompressé        |
| Cylindrée (cm³)             | 2999                  |                       |                       | 2925                  | 2925                  |
| Puissance maximale ch (kW)  | 367 (270)             | 489 (360)             | 612 (450)             | 286 (210)             | 330 (243)             |
| au régime de : (tr/min)     |                       |                       |                       |                       | 3600 à 4200           |
| Couple maxi (N m)           | 500                   | 700                   | 850                   | 600                   | 700                   |
| au régime de : (tr/min)     |                       |                       |                       |                       | 1200 à 3200           |
| Boîte de vitesses           | Automatique 9G-Tronic | Automatique 9G-Tronic | Automatique 9G-Tronic | Automatique 9G-Tronic | Automatique 9G-Tronic |
| Transmission                | Intégrale (4Matic)    | Intégrale (4Matic)    | Intégrale (4Matic)    | Intégrale (4Matic)    | Intégrale (4Matic)    |
| Vitesse maximale (km/h)     |                       | 250                   |                       |                       | 238                   |
| 0-100 km/h (s)              |                       |                       |                       |                       | 6,3                   |
| Consommation (ℓ/100 km)     |                       |                       |                       |                       | 7,6-7,9               |
| Émissions de CO2 (g/km)     |                       | 229                   |                       | 208                   | 208                   |
| Masse à vide (kg)           |                       |                       |                       |                       | 2490                  |
| Capacité du réservoir (L)   | 90                    | 90                    | 90                    | 90                    | 90                    |
| Norme européenne d'émission | Euro 6d-Temp          | Euro 6d-Temp          | Euro 6d-Temp          | Euro 6d-Temp          | Euro 6d-Temp          |

## Finitions
- AMG
- Maybach